# チロソール
チロソール（英:Tyrosol）は、様々な天然物に存在するフェノール系の抗酸化物質である。ヒトがチロソールを摂取する機会が多いのはオリーブ・オイルからである。チロソールは、フェネチルアルコールの誘導体である。
抗酸化物質としてチロソールは細胞の酸化による損傷を防ぐことができる。チロソールはオリーブ・オイルに存在する他の抗酸化物質ほど作用が高いわけではないが、重要な全体効果をもたらすことのできる高い濃度と生体への有用性を示す 。この効果は、地中海料理で一般的であるオリーブ・オイルによる有意な健康保持に貢献している可能性がある。